# Volkswagen Crafter

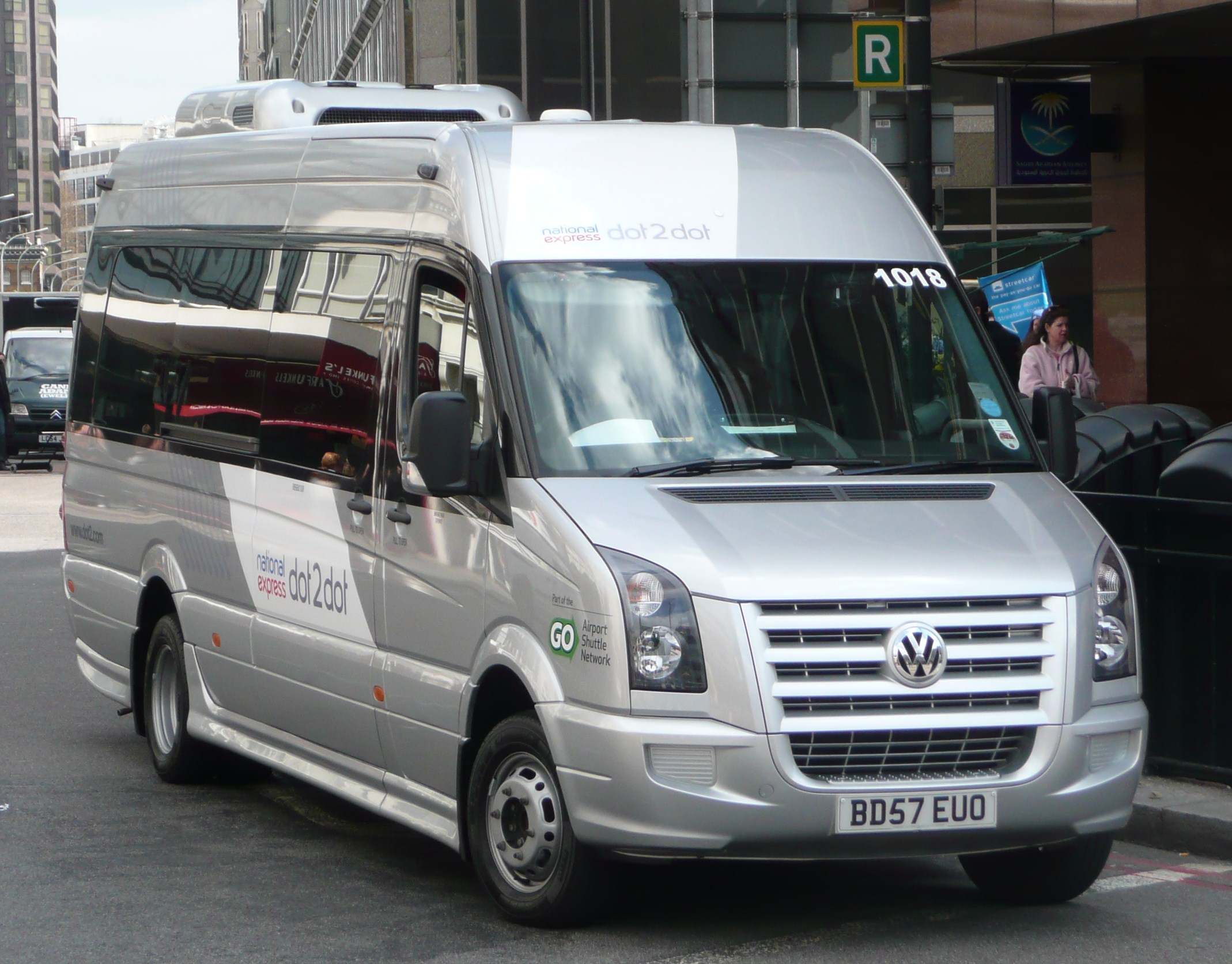
Volkswagen Crafter minibus

De Volkswagen Crafter is een bestelwagen van de Duitse constructeur Volkswagen in de categorie van 3 tot 5 ton. Het is de opvolger van de Volkswagen LT en is net als zijn voorganger in samenwerking met Mercedes-Benz gemaakt. Bij Mercedes-Benz resulteerde die samenwerking in de Mercedes-Benz Sprinter.
De Crafter is verkrijgbaar in passagiersuitvoering, de Crafter Volt, en verder als bestelwagen- en pick-upuitvoering of als chassis-cabine. Die laatste heeft standaard een ladderchassis, maar is ook leverbaar met een verlaagd platformchassis, dat door zijn lagere gewicht meer laadvermogen biedt.

## Afmetingen
De Crafter is in de volgende uitvoeringen geleverd.
| Crafter | Wielbasis (mm) | Lengte (mm) | Kombi H1 (2415 mm) | Kombi-hoogdak H2 (2705 mm) | Bestel H1 (2415 mm) | Bestel-hoogdak H2 (2705 mm) | Bestel-extrahoogdak H3 (2990 mm) | Chassis E.C | Chassis D.C. | Pick-up E.C. | Pick-up D.C. |
| ------- | -------------- | ----------- | ------------------ | -------------------------- | ------------------- | --------------------------- | -------------------------------- | ----------- | ------------ | ------------ | ------------ |
| 28      | 3250           | 5240        | -                  | -                          | x                   | -                           | -                                | x           | x            | x            | x            |
| 28      | 3665           | 5905        | -                  | -                          | x                   | x                           | -                                | x           | x            | x            | x            |
| 30      | 3250           | 5240        | x                  | -                          | x                   | -                           | -                                | x           | x            | x            | x            |
| 30      | 3665           | 5905        | x                  | -                          | x                   | x                           | -                                | x           | x            | x            | x            |
| 32      | 3250           | 5240        | x                  | -                          | x                   | -                           | -                                | x           | x            | x            | x            |
| 32      | 3665           | 5905        | x                  | -                          | x                   | x                           | x                                | x           | x            | x            | x            |
| 32      | 4325           | 6940        | -                  | x                          | -                   | x                           | x                                | x           | x            | x            | x            |
| 32      | 4325           | 7340        | -                  | -                          | -                   | x                           | -                                | -           | -            | -            | -            |
| 35      | 3250           | 5240        | x                  | -                          | x                   | -                           | -                                | x           | x            | x            | x            |
| 35      | 3665           | 5940        | x                  | -                          | x                   | x                           | x                                | x           | x            | x            | x            |
| 35      | 4325           | 6940        | -                  | x                          | x                   | x                           | x                                | x           | x            | x            | x            |
| 35      | 4325           | 7340        | -                  | -                          | -                   | x                           | x                                | -           | -            | -            | -            |
| 46      | 3665           | 5940        | -                  | -                          | x                   | x                           | x                                | x           | x            | x            | x            |
| 46      | 4325           | 6940        | -                  | -                          | -                   | x                           | x                                | x           | x            | x            | x            |
| 46      | 4325           | 7340        | -                  | -                          | -                   | x                           | x                                | -           | -            | -            | -            |
| 50      | 3665           | 5940        | -                  | -                          | x                   | x                           | x                                | x           | x            | x            | x            |
| 50      | 4325           | 6940        | -                  | -                          | -                   | x                           | x                                | x           | x            | x            | x            |
| 50      | 4325           | 7340        | -                  | -                          | -                   | x                           | x                                | -           | -            | -            | -            |

## Motoren
De Crafter is met de volgende motoren geleverd.
| Type    | Cilinders/ kleppen per cilinder | Motorinhoud cm3 | Vermogen                     | Koppel                   | Motorcode | Euronorm | Bouwjaar  |
| ------- | ------------------------------- | --------------- | ---------------------------- | ------------------------ | --------- | -------- | --------- |
| 2,5 TDI | 5/2                             | 2461            | 65 kW (88 pk) bij 3500/min   | 220 Nm bij 2000/min      | BJJ       | Euro 4   | 2006–2010 |
| 2,5 TDI | 5/2                             | 2461            | 65 kW (88 pk) bij 3500/min   | 220 Nm bij 2000/min      | CEBA      | Euro 5   | 2010–2012 |
| 2,5 TDI | 5/2                             | 2461            | 80 kW (109 pk) bij 3500/min  | 280 Nm bij 2000/min      | BJK       | Euro 4   | 2006–2010 |
| 2,5 TDI | 5/2                             | 2461            | 80 kW (109 pk) bij 3500/min  | 280 Nm bij 2000/min      | CEBB      | Euro 5   | 2010–2012 |
| 2,0 TDI | 4/4                             | 1968            | 80 kW (109 pk) bij 3500/min  | 300 Nm bij 1500–2250/min | CKTB      | Euro 5   | 2012-2016 |
| 2,5 TDI | 5/2                             | 2461            | 100 kW (136 pk) bij 3500/min | 300 Nm bij 2000/min      | BJL       | Euro 4   | 2006–2010 |
| 2,5 TDI | 5/2                             | 2461            | 100 kW (136 pk) bij 3500/min | 300 Nm bij 2000/min      | CECA      | Euro 5   | 2010–2012 |
| 2,0 TDI | 4/4                             | 1968            | 100 kW (136 pk) bij 3500/min | 340 Nm bij 1575–2250/min | CKTB      | Euro 5   | 2012-2016 |
| 2,0 TDI | 4/4                             | 1968            | 105 kW (143 pk) bij 3500/min | 340 Nm bij 1575–2250/min | CKUC      | Euro 5/6 | 2012-2016 |
| 2,5 TDI | 5/2                             | 2461            | 120 kW (163 pk) bij 3500/min | 350 Nm bij 2000/min      | BJM       | Euro 4   | 2006–2010 |
| 2,5 TDI | 5/2                             | 2461            | 120 kW (163 pk) bij 3500/min | 350 Nm bij 2000/min      | CECB      | Euro 5   | 2010–2012 |
| 2,0 TDI | 4/4                             | 1968            | 120 kW (163 pk) bij 3600/min | 400 Nm bij 1800/min      | CKUB      | Euro 5   | 2012-2016 |